# USS Gar (SS-206)
USS Gar (SS-206) – amerykański okręt podwodny z czasów drugiej wojny światowej typu Tambor. W czasie służby, "Gar" uzyskał 8 potwierdzonych przez JANAC zatopień, o łącznym tonażu 20 392 ton. Podczas patroli bojowych kilkakrotnie transportował agentów i zaopatrzenie wojenne na wyspy zajęte przez Japończyków.
"Gar" za działania wojenne został odznaczony 11 Gwiazdami Bojowymi (Battle star).